# Die Abschaffung der Arten
Die Abschaffung der Arten ist ein von Dietmar Dath verfasster Roman, der Elemente von Science-Fiction sowie Fantasy enthält. Er wurde während der Frankfurter Buchmesse 2008 als eines von sechs Büchern in die Shortlist zum Deutschen Buchpreis aufgenommen. 

## Handlung
Das Zeitalter der Menschen ist Vergangenheit. Die Menschen wurden mittels (gesteuerter) Evolution von den Gente – definiert als Tiere, die über Sprache verfügen – verdrängt. Die Gente können ihr Erbgut modifizieren und damit auch ihre Gattung und ihr Geschlecht wechseln oder Kopien ihrer selbst erstellen, die sich in unterschiedlichen künstlichen Körpern manifestieren. Die hoch entwickelten Zivilisationen der Gente, die zum Teil einst selbst Menschen waren, stehen im Krieg mit den Keramikanern, einem Keramikmaschinen-Kollektiv aus dem Amazonasgebiet, und sehen sich schließlich gezwungen, sich in einer Arche in den Weltraum zurückzuziehen. 

### Teil 1
Der erste Teil des Buches, der sich mit dem Konflikt zwischen Gente und Keramikanern befasst und die Geschichte vom Fall der Menschheit erzählt, hat mehrere Protagonisten und ist gespickt mit Anspielungen auf gegenwärtige Wissenschaft, wie Quantenverschränkung, Mehrdimensionalität, DNA-Modifikation oder informationstheoretische Sichtweisen des Genom. Die Erzählstruktur ist insofern komplex, als manche Handlungsstränge im Sand verlaufen oder erst viel später wieder aufgegriffen werden. Wichtige Protagonisten im ersten Teil sind der Wolf Dimitri und seine Freundin, die Luchsin Lasara, Tochter des Löwen und Gente-Herrschers Cyrus Golden. Dieser weigert sich – aus Stolz – vor den überlegenen Keramikern ins Weltall zu fliehen. Um das zu ermöglichen, verübt Dimitri ein Attentat auf Golden und die beiden töten sich gegenseitig im Kampf.

### Teil 2
Im zweiten Teil des Buches werden die Gesellschaftsformen der Gente porträtiert, die sich voneinander unabhängig auf den Planeten Mars und Venus gebildet haben.
Auf der lebensfeindlicheren Venus leben eine Minderheit, die die alten Maschinen der Gente pflegt und ihre Technik zumindest teilweise erhalten konnte, und Abkömmlinge der Gente, die sich für Menschen halten. Als Richtschnur für die Organisation ihrer Gesellschaft dienen diesen „Minderlingen“ die „Löwengespräche“, in denen die Fledermaus Izquierda über die Lehre des Löwen Cyrus Golden schreibt. Allerdings dienen ihnen diese nicht als positiver Kodex: Stattdessen ist in ihnen alles zusammengefasst, was die Minderlinge für falsch und böse halten.
Die herrschende Minderheit auf dem Mars, die sogenannten Aristoi, leben in uneinnehmbaren Trutzburgen, wo sie sich mit Philosophie beschäftigen und babylonische Orgien abhalten. Jenseits dieser Bollwerke führen genetisch modifizierte Tierarten einen niemals endenden Krieg. Durch künstliche Erdbeben und Drogen in Luft und Wasser werden sie systematisch an Kooperation und friedlicher Übereinkunft gehindert – ein Experiment der Aristoi, das endgültig klären soll, was die Evolution vorantreibt: Der reine Kampf ums Überleben oder doch auch Zusammenarbeit und Kooperation. Dieses „Experimentum Crucium“ läuft zu Beginn des zweiten Teils bereits mehr als 5000 Jahre.
Hauptfiguren des zweiten Teils sind Feuer und Padmasambhava, Sohn und Tochter von Dimitri und Lasara. Feuer wurde auf der Venus geboren und Padmasambhava auf dem Mars. Sie ist zunächst Teil des „Experimentum Crucium“, ehe sie von den Aristoi aufgenommen wird. Die beiden Geschwister sind die Schlüsselfiguren einer weitgehend im Dunklen bleibenden Prophezeiung oder eines Plans, dem zufolge sie zunächst ihr Geschlecht wechseln, um dann eine Beziehung einzugehen und schließlich mit Hilfe von Musik Raum und Zeit überwinden und zur Erde zurückkehren. Dort entdecken sie eine Art Museum, in dem durch Risse in der Zeit wieder Menschen herumspuken, ansonsten aber außer ein paar keramischen Wächtern keine Zivilisation mehr vorhanden ist. Dort treffen sie auf Cordula Späth, Komponistin und Mitkämpferin von Cyrus Golden. Das Buch schließt damit, dass Feuer und Padmasambhava die nächsten 1000 Jahre damit verbringen müssen, die Erde zu erkunden.

## Auszeichnung
Kurd-Laßwitz-Preis 2009 als bester Roman

## Adaption
Bayern 2 ließ den Roman 2012 als zwölfteiliges Hörspiel adaptieren und stellte ihn 2018 als kostenlosen Download zur Verfügung. Der zugehörige Soundtrack stammt von Mouse on Mars.